# Lancelot-Graal
Lancelot-Graal (fr. Lanzarote-Grial) – anonimowy, starofrancuski cykl literacki napisany prozą, jedno z arcydzieł średniowiecznej prozy powieściowej. Cykl ten znany jest także pod tytułem Cykl Wulgaty (Cycle de la Vulgate). Treść nawiązuje do popularnych w średniowieczu legend o królu Arturze i rycerzach Okrągłego Stołu. Głównym wątkiem jest historia poszukiwaniu Świętego Graala oraz romans rycerza Lancelota i królowej Ginewry.

## Części cyklu
Cykl składa się z pięciu części. Ostatnie trzy były napisane jako pierwsze około 1210 roku. Dwa pierwsze powstały później, około 1230 roku.
- Estoire del Saint Grail (Historia Świętego Graala) – opowiada o Józefie z Arymatei oraz jego synu, który sprowadził Świętego Graala do Brytanii
- Estoire de Merlin (Historia Merlina) – opowiada historię czarownika Merlina i wczesne lata życia Artura
- Lancelot propre (Księgi Lancelota) – najdłuższa część cyklu. Opowiada o przygodach Lancelota i innych rycerzach Okrągłego Stołu, oraz o romansie między Lancelotem i Ginewrą.
- Queste del Saint Graal (Poszukiwanie Świętego Graala) – opowiada o Świętym Graalu i o poszukiwaniu go, aż do znalezienia przez Galahada.
- Mort Artu (Śmierć Artura) – opisuje śmierć króla Artura z ręki Mordreda oraz rozpad królestwa

## Autorstwo
Nieznany jest autor tego dzieła. Niektórzy badacze sugerowali, że był nim Gautier Map, jednak pisarz ten zmarł w 1209 roku, co raczej wyklucza jego autorstwo. Według Josepha Campbella Lancelot Graal jest dziełem anonimowego zespołu zakonników - cystersów, którzy wykorzystując istniejące legendy i dzieła literackie o tej tematyce, wpletli w nie wątki religijne. Niektórzy przypisują autorstwo templariuszom.

## Współczesne wersje[3]
W latach czterdziestych XX wieku francuski pisarz Jacques Boulenger dokonał adaptacji cyklu na współczesny język francuski, a także znacznego jego skrócenia.
W efekcie powstała jednotomowa pozycja składająca się z czterech części. Dzieło to zostało przetłumaczone na język polski przez Krystynę Dolatowską i Tadeusza Komendanta i opublikowane pod tytułem Opowieści Okrągłego Stołu (PIW, 1987).